# Societies of Saint Lucia
Die Societés of Saint Lucia (dt. „Gesellschaften/Vereine“ von St. Lucia) sind zwei historische Vereinigungen auf der Antillen-Insel St. Lucia. La Woz („Die Rose“) und La Magwit („Die Margerite“) sind Vereinigungen, die ihre Identität durch die Verehrung von Rosen (Rose de Dima) beziehungsweise „Margerite“ (Argyranthemum oder auch Globosa – Gomphrena globosa) erhalten. Die Veranstaltungen drehen sich hauptsächlich um Preislieder auf die Tugenden der jeweiligen Blume. Die Societés sind dezidierte Rivalen und die Mitglieder der beiden Gesellschaften bilden den größten Teil der Bevölkerung auf der Insel.
Jede der Gesellschaften veranstaltet ein jährliches Festival, am 30. August für die „Rosen“ (fet la woz) und am 17. Oktober für die „Marguerites“ (fet magwit). Diese Blumen-Festivals sind einzigartig und bilden ein Hauptereignis kulturellen Leben von St. Lucia im Jahresverlauf wie auch in der Geschichte des Landes.

## Namen
La Woz und La Magawit sind Begriffe aus dem lokalen Antillen-Kreolisch, wo sich europäische Vokabeln mit westafrikanischer Grammatik vermischen.

## Geschichte
Die Gesellschaften entstanden in der Zeit der Sklaverei, als sich Gruppen von Sklaven bildeten, die zusammenarbeiteten und sich gegenseitig in schwierigen Zeiten unterstützten. Diese Gruppen waren vergleichbar mit den dokpwé in Dahomey und den coumbite von Haiti und könnten auch Beziehung zu den egbes der Yoruba haben, die auch unter verschiedenen westafrikanischen „Theatre states“ weiter bestehen.
Außerdem wurden die Societés wohl auch von zwei mystischen Orden inspiriert, die in der Kolonialzeit in Europa aktiv waren, den Rosenkreuzern und den Freimaurern. Der Maler Dunstan St. Omer hat in einem Wandbild darauf hingewiesen, indem er die heilige Trinität von Osiris, Horus und Isis dargestellt hat.
Früher war die Gesellschaft in St. Lucia in der Zuordnung genau auf diese beiden Gruppen aufgeteilt. Zeitweise war die Mitgliedschaft auch illegal und wurde von der Katholischen Kirche verpönt. Trotzdem überlebten die Societés, auch wenn ihr Zweck und Organisation sich verändert hat. Im Laufe der zeit wurden die Societés stärker kommerziell orientiert. Inzwischen haben sich andere Gruppierungen gebildet, die für Geldwirtschaft und soziale Absicherung da sind. Heute sind die beiden historischen Societés hauptsächlich der Solidaritätspflege und Freizeitgestaltung gewidmet.
In der Zeit der Unabhängigkeitsbewegung, als die nationalen Symbole gewählt wurden – Baum, Vogel, Blume etc. –, entschied St. Lucia sich für zwei Blumen, die Rose und die Margerite.

## Struktur
Beide Societés haben formal eine hierarchische Struktur, die nach den sozio-ökonomischen Strukturen der Kolonial-Gesellschaft zu ihrer Entstehungszeit gebildet sind. Jede Societé hat einen King (König) und eine Queen (Königin), sowie Princes (Fürsten), Princesses (Fürstinnen) und viele andere symbolische juristische, militärische und professionelle Rollen, wie Judge (Richter), Policemen (Polizisten), Nurses (Krankenschwestern), Soldiers (Soldaten).

## Festivals
Die Vorbereitungen für die Jahres-Festivals beginnen mehrere Monate vor dem Festtag. Jede Gruppe hält „Seances“ ab. Das sind in diesem Fall Gesangs- und Tanzveranstaltungen bei Nacht, bei denen Getränke verkauft und Spiele gespielt werden.
Die zentrale Figur dieser Seancen ist der shatwel (Leadsinger), der den „spirit and tenor“ der Veranstaltung kontrolliert. Viele Gruppen haben einen besondere ausgezeichneten shatwel. Diese sind gewöhnlich Frauen.
Am Festtag kleiden sich alle Mitglieder der jeweiligen Societé in den Galaroben ihrer jeweiligen Rollen und besuchen die Kirche zu einem Gottesdienst, der der Parade durch die Straßen vorausgeht, bevor sie in die Festhalle zur grande fete gehen.